# Arc the Lad : Le Clan des Deimos
Arc : Le Clan des Deimos (アークザラッド 精霊の黄昏, Arc the Lad: Seirei no Tasogare) est un jeu vidéo de type tactical RPG développé par Cattle Call et édité par Sony Computer Entertainment, sorti en 2003 sur PlayStation 2.

## Accueil
- GameSpot : 8/10[1]